# Безкуркова зброя

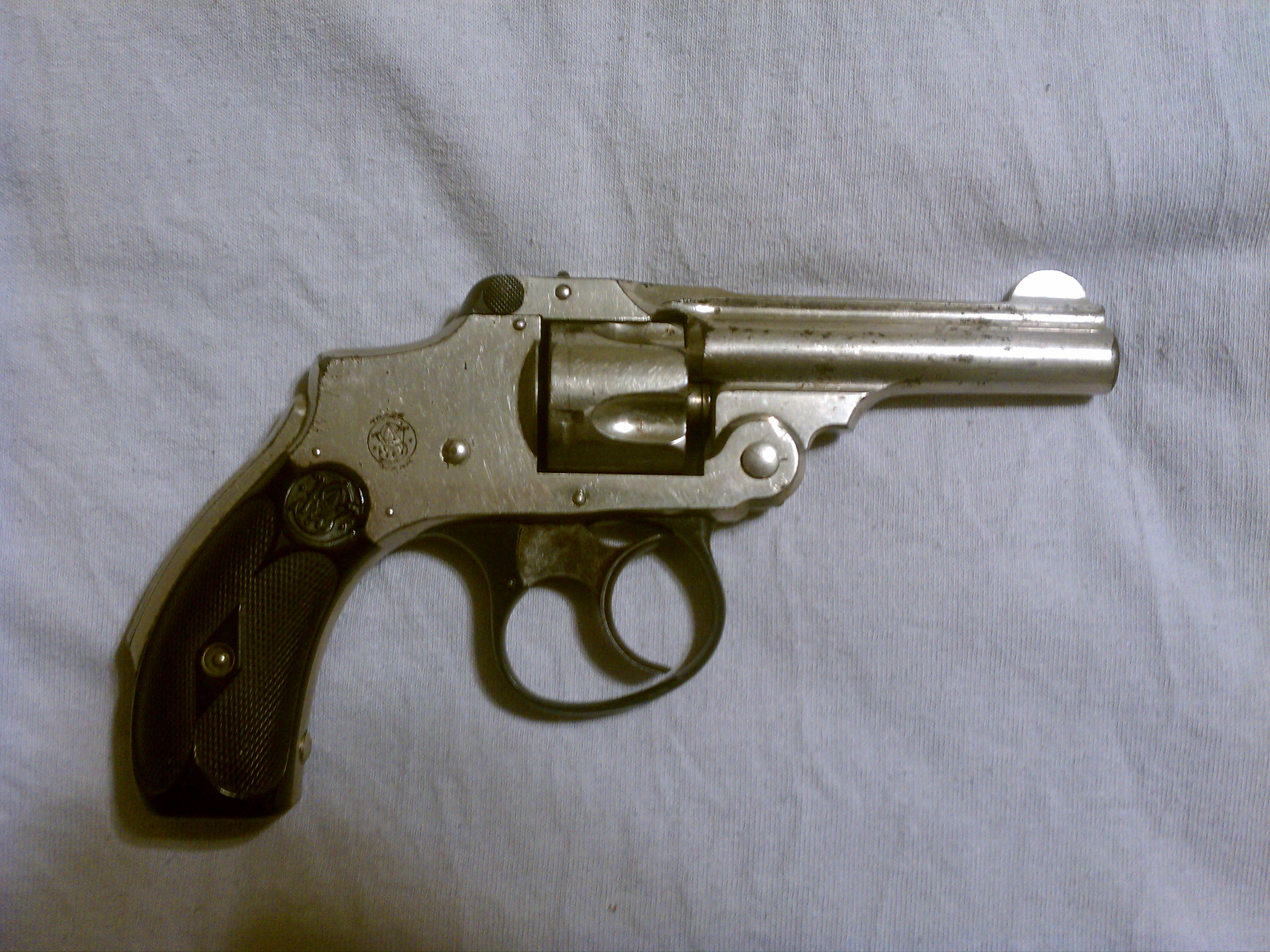
Приклад безкуркового револьвера, Smith & Wesson Безкурковий

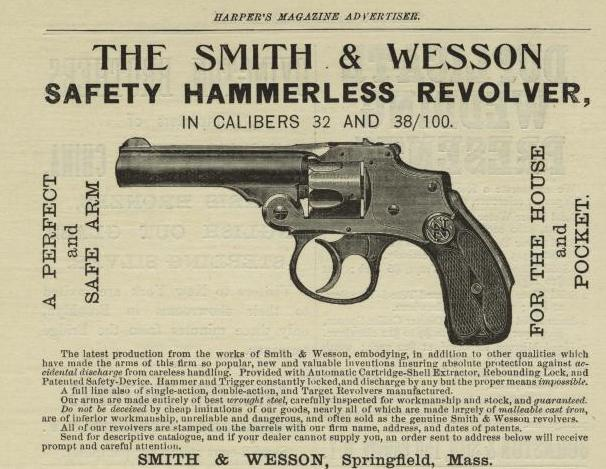
Реклама Smith & Wesson Safety Hammerless 1899 року опублікована в журналі Harper's Magazine

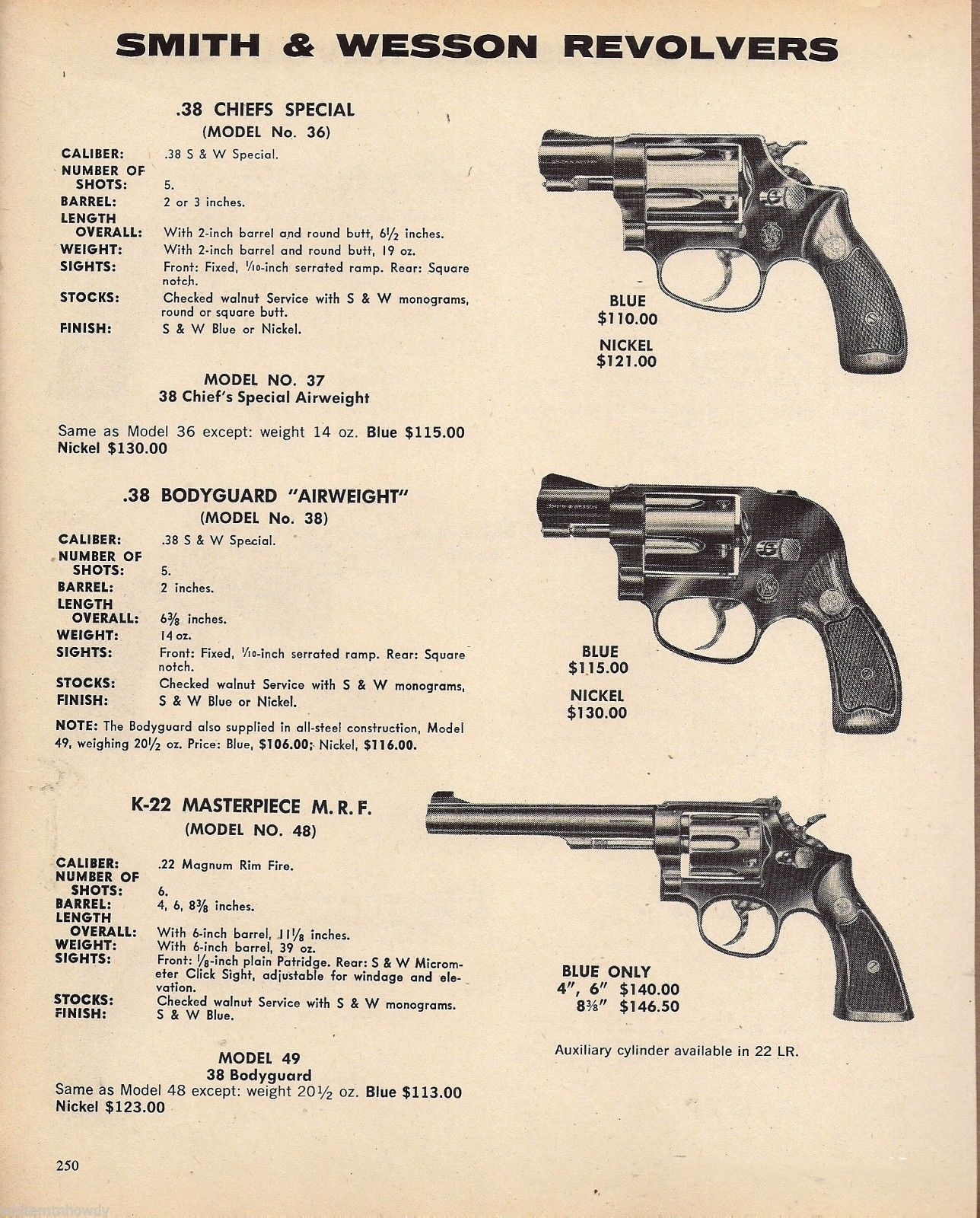
Сторінка каталогу 1976 року S&W, з описом Моделей 36, 37, 38, 48 та 49. Безкурковий S&W по центру

Безкуркова зброя — зброя, яка не має курка або шпори курка. Хоча це не значить, що вона не має курок, в ній немає курка який можна звести вручну.
У гвинтівках використовують ударник замість курка, що є покращенням, оскільки зменшується час який проходить від натискання на спусковий гачок і до пострілу. Тому гвинтівка є більш точною.
Одним з мінусів шпори курка є те, що він може чіплятися за різні предмети, наприклад, одяг; приховання курка зменшує такі ризики.

## Перші безкуркові конструкції
Перша капсульна зброя, зроблена на основі кременевої зброї, відкриті курки. Переробка була зроблена шляхом заміни запальної полки на штуцер для ударного капсуля, а кременевий замок замінено курком для удару по капсулю та підпалення пороху. Курок знаходився в задній частині вогнепальної зброї, для легкого запалення та зведення.
Перша зброя під унітарні набої просто копіювала попередню зброю; найяскравішими представниками є гвинтівка .45-70 «Trapdoor» та перші двоствольні дробовики. В цих конструкціях, заряджання набоїв та зведення курка окремі операції. У той час як гвинтівки швидко розвивалися, двоствольні дробовики отримали популярність, а також їхні відкриті ударники.
Американський винахідник Даніель Мирон ЛеФевер став першим розробником «безкуркового» дробовика в 1878. Він мав внутрішній ударник який зводили вручну, але в 1883, він розробив версію де ударник зводився автоматично при закриванні. Такий тип безкуркової дії став майже універсальним серед сучасних двоствольних дробовиків.

## Помпові рушниці
Перші помпові рушниці, як і їхні попередники важільні гвинтівки, мали відкриті курки. Найбільш відомою є рушниця Winchester Model 1897. Як і двоствольні дробовики, перші помпові рушниці були витиснені моделями з прихованим курком. Сучасні помпові дробовики, окрім реплік старих моделей з відкритими курками для змагань Cowboy action shooting, всі безкуркові.

## Ручна зброя

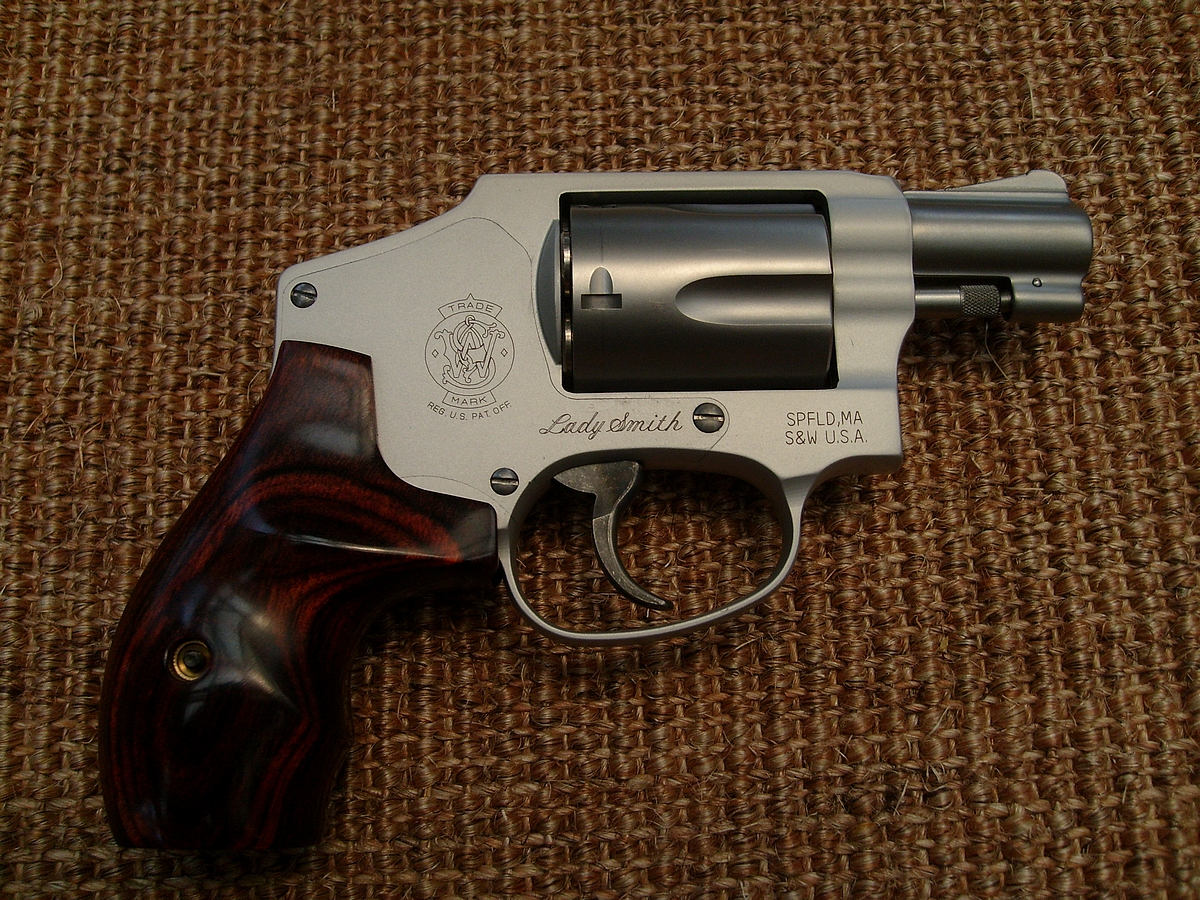
Smith & Wesson Модель 642 Ladysmith під набій .38 Special

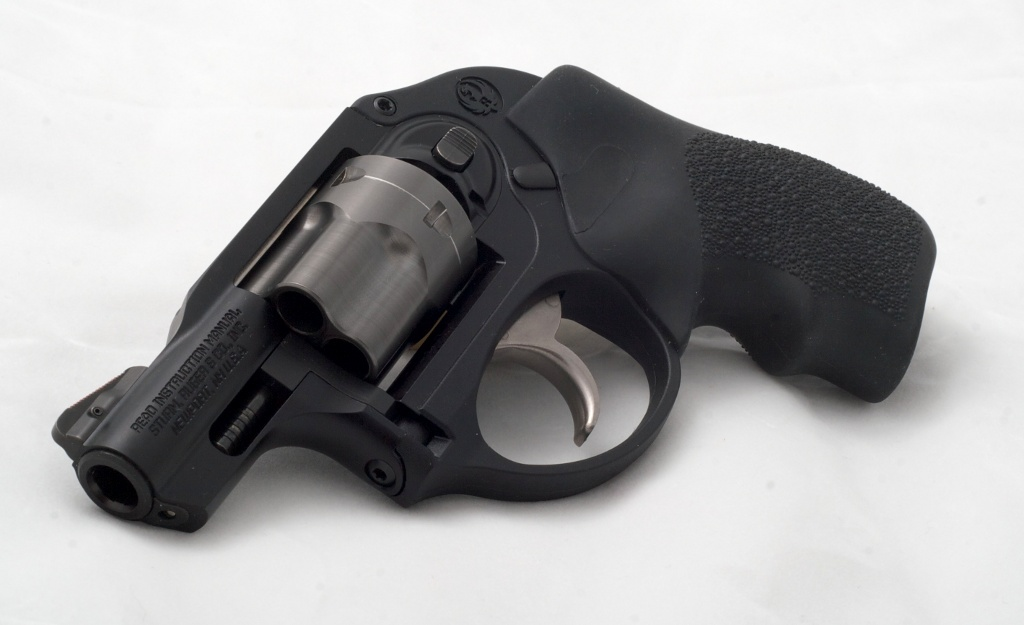
Сучасний безкурковий револьвер Ruger LCR

Хоча дробовики майже всі безкуркові, ручна зброя існує в різних формах, з або без відкритих курків. Зброя з ударником, яка має велике поширення, не має курка, у той час як багато зброї має курки, наприклад, револьвери, бувають зі скороченими курками або без шпори. Для прихованого носіння револьвери повинні мати УСМ подвійної дії, крім того самозарядні пістолети зі скороченими або прихованими курками також мають УСМ подвійної дії.

## Опис безкуркової технології
Безкуркова зброя є модифікацією оригінального ударно-спускового механізму вогнепальної зброї. Безкуркова зброя не має відкритого ударника або «шпори». Таку деталь можна побачити у тильній частині зброї, а стрілець повинен вручну «зводити» зброю. У гвинтівках з відкритим курком часто відбуваються випадкові постріли через відкритий ударник. У безкурковій зброї з внутрішнім ударником ризик випадкового пострілу зменшується, через безпечне розташування ударника. Крім того збільшилася швидкострільність гвинтівки, оскільки стрільцю не було потреби вручну «зводити» зброю після кожного пострілу. Крім того виступаючий курок часто чіплявся за одежу та заважав стрільцю цілитися. Поява безкуркової технології в гвинтівках та пізніше в пістолетах значно покращили безпеку, швидкострільність та точність стрільби.

## Безкуркові гвинтівки
Безкуркові магазинні гвинтівки зброя яка не має зовнішнього курка або ударника. Безкуркова зброя не має ударника. Така зброя була вперше представлена в 1879 році Climax Safety Hammerless Gun, яка була розроблена для запобігання випадковим пострілам через зношений курок/ударник. Безкуркову гвинтівку продовжив розробляти Артур Саведж з Savage Arms Company і в 1895 році представив покращену модель. Цю гвинтівку можна віднести до магазинних гвинтівок, оскільки у внутрішньому магазині знаходилося п'ять набоїв і один набій в стволі. Завдяки закритому ударнику ризик ушкодження стрільця зменшувався. Старі версії гвинтівок мали зовнішній курок, який не завжди був зведений до натискання спускового механізму. У гвинтівці Hammerless має «фіксатор», який не лише блокує УСМ, але також блокує «ударниковий блок», коли ствол відкритий для викидання стріляної гільзи.

## Перші моделі
До появи безкуркової технології, гвинтівки мали відкриті курки і інколи несли небезпеку стрільцю. Гвинтівки з курками зводили вручну, тому інколи виникали випадкові постріли коли затвор було відкрито. Небезпека такої зброї призвела до того, що покупці з острахом ставилися до перших безкуркових моделей. Спочатку безкуркову зброю сприйняли з острахом, оскільки така зброя мала фіксатор, яки блокував лише спусковий гачок, а не курок. Безкуркова зброя, наприклад, Climax Safety Hammerless Gun, випускалася з блокувальним механізмом, який блокував спусковий гачок та міцний блок, який закривав курок під час заряджання. Безкуркова магазинна гвинтівка випущена компанією Savage Arms в 1895 році отримала назву «Гвинтівка Модель 1895», стала сильно покращеною стандартною гвинтівкою важільної дії. Ця зброя була схожа на конструкцію Climax Hammerless Gun, але випускалася у великій кількості для цивільного ринку.

## Винахідник безкуркових гвинтівок

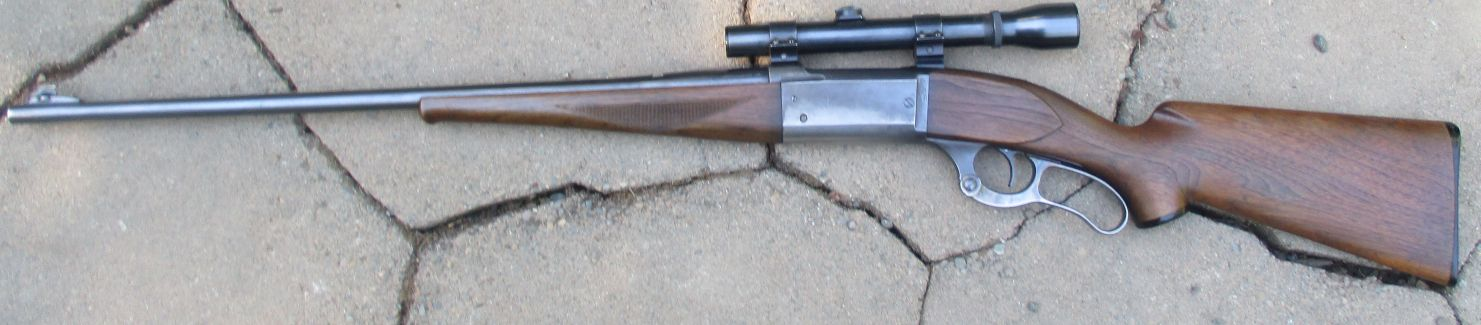
Безкуркова гвинтівка Savage Модель 99 з оптичним прицілом

Артур В. Саведж народився 19 травня 1857 року в Кінгстоні на Ямайці у британській Вест-Індії. В 1892 році Саведж переїхав в Утіку штат Нью-Йорк де він створив Savage Arms Company. Саведж почав виробництво гвинтівок та розробку зброї для спорту. В 1895 році Savage Arms Company розробила безкуркову магазинну гвинтівку, яка призвела до масового використання нової технології, яка була ідеальною для спорту та полювання. В 1901 році Артур Саведж переїхав до Сан-Дієго штат Каліфорнія і заснував там Savage Tire Company. Після розробки кількох типів автомобільних шин та камер, Артур Саведж помер у віці 81 року.

## Сучасна безкуркова зброя
Сучасна зброя загалом є безкурковою. Першою почала випускати безкуркові магазинні гвинтівки почала Savage Arms Company наприкінці дев'ятнадцятого, але зараз ця технологія використовується у більшості вогнепальної зброї. У порівнянні з пістолетами та ручною зброя дев'ятнадцятого століття, яка мала відкриті курки, зброя, така як пістолети серії Glock мають закритий механізм, які не мають курка. Ударник при зводі знаходиться під тиском бойової пружини та при натисканні спускового гачка просто звільняє ударник. Безкруркова зброя стала більш безпечною зменшивши ризик поранення стрільця.